# Angelo De Donatis
Angelo kardinál De Donatis (* 4. ledna 1954 Casarano) je italský římskokatolický kněz, titulární arcibiskup mottolský, od 26. května 2017 do 6. října 2024 generální vikář pro město Řím a tedy faktická hlava diecéze Řím (oficiálně je hlavou papež), arcikněz baziliky sv. Jana v Lateráně a velký kancléř Papežské lateránské univerzity.
Dne 20. května 2018 papež František oznámil, že De Donatise na konzistoři 28. června 2018 jmenuje kardinálem.